# Nadine Ijewere
Nadine Ijewere (* etwa 1992 in London, Vereinigtes Königreich) ist eine britische Fotografin. Ijewere fotografiert vor allem Mode und Porträts und ist insbesondere bekannt dafür geworden, Models zu fotografieren, die nicht den klassischen Stereotypen der Modeindustrie entsprechen.

## Leben
Nadine Ijewere wurde in London als Tochter eines nigerianischen Vaters und einer jamaikanischen Mutter geboren. Nach ihrer Schulausbildung studierte sie zunächst Naturwissenschaft und Mathematik und fotografierte lediglich in ihrer Freizeit. Später entschied sie sich um – nach eigenen Angaben aufgrund der Verzerrungen (biases) in der Modefotografie – und begann Fotografie am London College of Fashion zu studieren. In ihrem letzten Studienjahr begann sie nicht-weiße Models zu fotografieren, die üblicherweise in der Modefotografie nicht abgebildet werden. Dieser Aspekt ist zentral für ihre Arbeit geworden.
Nach ihrem Studienabschluss vermied sie es den klassischen Weg einer Fotografieassistenz zu gehen und begann zunächst für ein Inneneinrichtungsunternehmen zu arbeiten. Ihre Leidenschaft für Fotografie behielt sie bei und fotografierte weiterhin nicht-weiße Models in ihrer Freizeit. Sie begann zahlreiche ihrer Arbeit in sozialen Netzwerken zu veröffentlichen, wodurch sie vermehrt professionelle Foto-Aufträge erhielt.
Inzwischen arbeitet Ijewere nahezu ausschließlich als Fotografin und arbeitete unter anderem mit Unternehmen wie Dazed, i-D, Stella McCartney, Nike and Gap. 2017 stellte sie Arbeiten auf den Fotofestivals Unseen Amsterdam und dem LagosPhoto-Festival aus. 2021 hat sie ihre erste Einzelausstellung mit dem Titel "Beautiful Disruption" im C/O Berlin.
Im Alter von 26 Jahren war Ijewere die erste schwarze Fotografin weltweit die ein Cover für das Modemagazin Vogue fotografierte. Das Cover der Ausgabe Januar 2019 porträtierte Dua Lipa, Binx Walton, und Letitia Wright an der Küste von Kent.